# Filippo Bonanni
Filippo Bonanni, o Buonanni (Roma, 7 gennaio 1638 – Roma, 30 marzo 1725), è stato un gesuita, storico, biologo ed erudito italiano.
Nel 1681, Bonanni scrisse il primo libro mai pubblicato che riguardava solo le conchiglie dei molluschi marini, la Ricreatione dell'occhio e dela mente nell'oservation' delle Chiociolle, proposta a' curiosi delle opere della natura, &c. Per questa opera Bonanni è considerato, insieme a Martin Lister e G. E. Rumpf, uno dei fondatori della concologia.

## Biografia

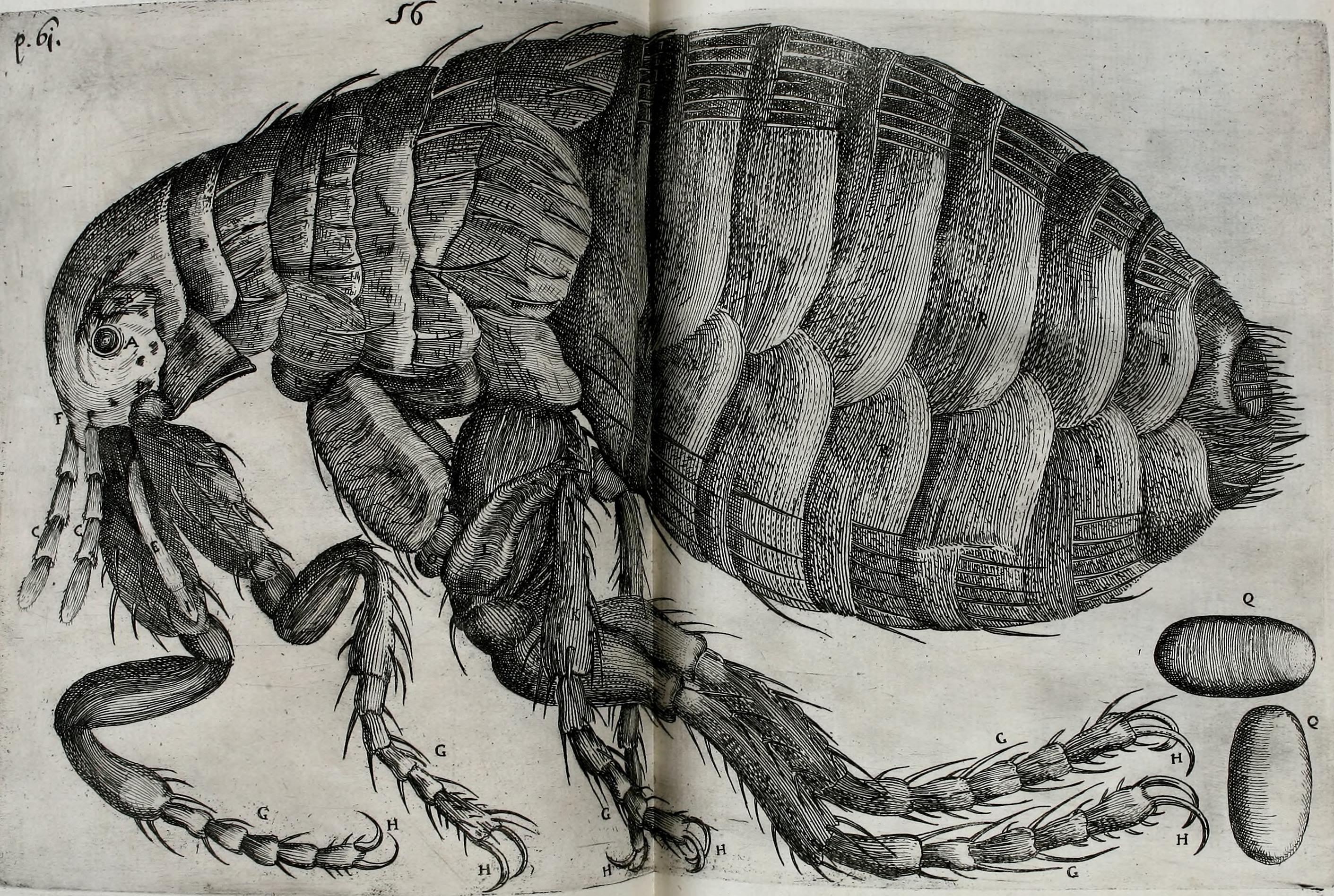
Pulce disegnata da Buonanni, dalle Observationes circa Viventia, quae in Rebus non Viventibus reperiuntur, Roma, 1691.

Filippo Bonanni nacque a Roma il 7 gennaio 1638. Il padre Lodovico era un modesto pittore da cui forse il gesuita apprese i rudimenti del disegno. Frequentò il Collegio Romano, dove ebbe fra gli insegnanti i padri Francesco Eschinardi e Giuseppe Ferroni, ed entrò nella Compagnia di Gesù nel 1655, all'età di 16 o 17 anni. Il 14 aprile 1659 scrisse al Preposito Generale Goschwin Nickel implorandolo di essere mandato «ad missiones indicas». Ma il Generale aveva in mente per lui altri destini e, terminati gli studi filosofici, lo mandò a compiere l’ordinario periodo di magistero presso un altro collegio della Compagnia. Fu così che partì per il collegio di Orvieto dove nel 1665 insegnava grammatica e retorica dilettandosi di pittura e approfondendo gli studi matematici nello scambio epistolare con Eschinardi. Richiamato al Collegio Romano, nel 1667 è registrato tra gli allievi del secondo anno del corso di teologia e, nell’anno successivo, tra quelli del terzo. Nel frattempo, oltre ad essere ammesso alla famosa ed esclusiva Bibliotheca Maior della scuola, egli pronunziò i tre voti solenni e nel 1668 divenne Padre.
Inviato ad Ancona, dove sicuramente insegnava nel 1672, compì il suo apprendistato museografico frequentando Camillo Pichi, aristocratico membro dell’Accademia dei Caliginosi con cui il giovane professore era solito dividere le passeggiate lungomare in cerca di rari testacei. La collezione enciclopedica di mirabilia che quest'ultimo aveva riunito, di cui oggi sembrano essersi perse le tracce, era allora meta di viaggiatori illustri come Paolo Silvio Boccone e Bernard de Montfaucon. Il 2 febbraio 1673 Bonanni pronunziò il voto di obbedienza al Papa, divenendo gesuita a pieno titolo.
Nel 1674 fu invitato dal Padre Provinciale Domenico Brunacci a tornare a Roma, dove fu nominato archivista della Compagnia. Alla fine del 1694 lasciò l'incarico di archivista per assumere, sempre in città, quello di Rettore del Collegio dei Maroniti.
Nel 1698 divenne il curatore del celebre museo fondato da Athanasius Kircher nel Collegio Romano. A questo incarico di Praefectus Pinacothecae, che egli avrebbe tenuto fino alla morte, affiancherà fino al 1701 anche la carica di prefetto della Biblioteca.  Il cardinale Giovanni Battista Tolomei, giudicando la Galleria «degnissima di conservarsi, mentre dalle virtuose fatiche ed industrie e grosse spese del P. Filippo Bonanni, che l’ha (suol dirsi) più tosto eretta che restaurata», mise a disposizione di Bonanni, dall’inizio del 1716, un legato annuo di ventiquattro scudi per il mantenimento e l'arricchimento della collezione. Nel 1709 Bonanni pubblicò un catalogo della collezione intitolato Musæum Kicherianum. Fino al 1720 Bonanni fu il direttore spirituale della Congregazione Primaria, la Congregazione Mariana, a cui facevano capo le famose Accademie Partenie di filosofia e teologia, alle quali potevano accedere solo i migliori studenti del Collegio Romano. Bonanni morì a Roma il 30 marzo 1725.

## Attività scientifica

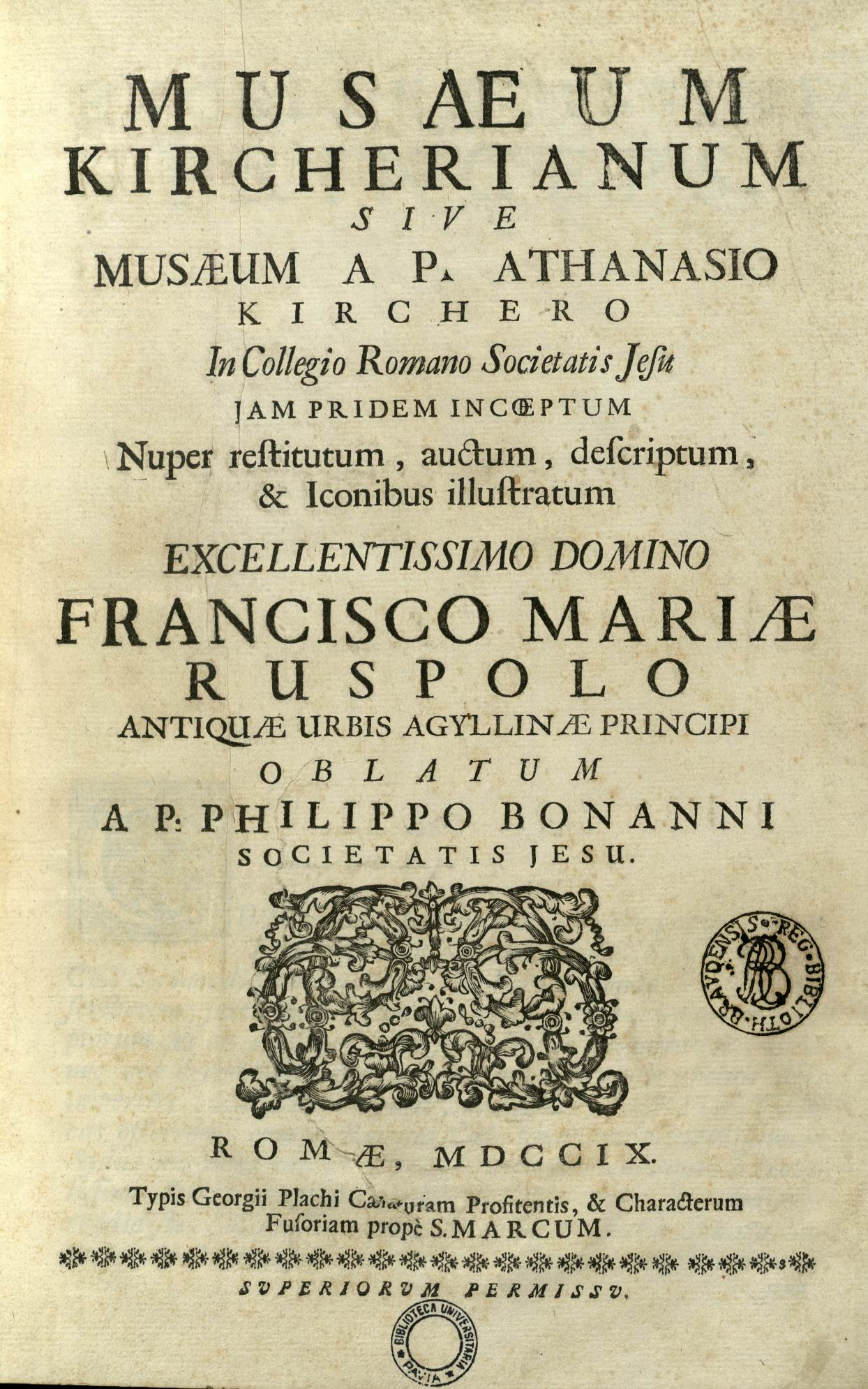
Frontespizio del Musaeum Kircherianum, 1709

Bonanni ebbe una buona preparazione naturalistica e tecnica. Da Eschinardi apprese le scienze matematiche e l'ottica, divenendo un abile costruttore di microscopi con i quali condusse importanti ricerche in campo biologico. Da questo lavoro sul campo deriva la Micrographia curiosa dove la competenza tecnologica nella molatura delle lenti e l’ottica geometrica studiata con Eschinardi sono messe da Bonanni al servizio della affidabilità dell’osservazione strumentale.
Nonostante la sua competenza in campo biologico, Bonanni continuò a difendere la dottrina aristotelica della generazione spontanea, confutata da Francesco Redi nelle Esperienze intorno alla generazione degl'insetti del 1668. Nel 1681, con la pubblicazione della Ricreazione dell'occhio e della mente nell'osservation' delle chiocciole Bonanni contestò le Esperienze rediane, «adducendo i risultati di propri esperimenti condotti su fiori di giacinto pestati e macerati, da cui aveva constatato nascere spontaneamente dopo alcune settimane «molti vermi di sostanza trasparente e muccosa», che, tempo alcuni giorni, «si convertirono in crisalide, e da essa molti giorni dopo ne uscì una farfalla».»
Redi, Marsili e Malpighi contestarono le teorie di Bonanni. Per difendere la sua posizione Bonanni effettuò una serie di osservazioni con un microscopio dotato di tre lenti da lui stesso ideato. Bonanni tentò di dimostrare che la generazione spontanea è possibile in animali privi di sangue e senza cuore. I risultati delle sue ricerche furono raccolti nel volume Observationes circa viventia, quae in rebus non viventibus reperiuntur, pubblicato nel 1691 e corredato da eccellenti illustrazioni che dimostrano la qualità delle sue osservazioni. Il libro provocò immediatamente la vivace reazione di Malpighi, allora Archiatra pontificio, che lo vide forse ancora manoscritto e contestò il metodo di ricerca di Bonanni. Nonostante le critiche mosse al gesuita, dovute al suo pervicace attaccamento ai capisaldi della biologia aristotelica, l'opera di Bonanni ha molti meriti scientifici. La dettagliata descrizione del protozoo colpoda, in particolare, gli ha meritato un posto i spicco fra i protozoologi del XVII secolo.
Tra i suoi molti lavori di erudizione, vanno segnalati: Numismata Pontificum Romanorum quae a tempore Martini V usque ad annum M.DC.XCIX vel authoritate publica vel privato genio in lucem prodiere in due volumi, trattato sulle monete pontificie (Roma, 1699); Gabinetto Armonico pieno d'Instromenti (Roma, 1722; 2ª ed. Roma, 1723), una splendida raccolta di 150 stampe di strumenti musicali di tutto il mondo (le incisioni sono opera di Arnold van Westerhout).

## Concologia

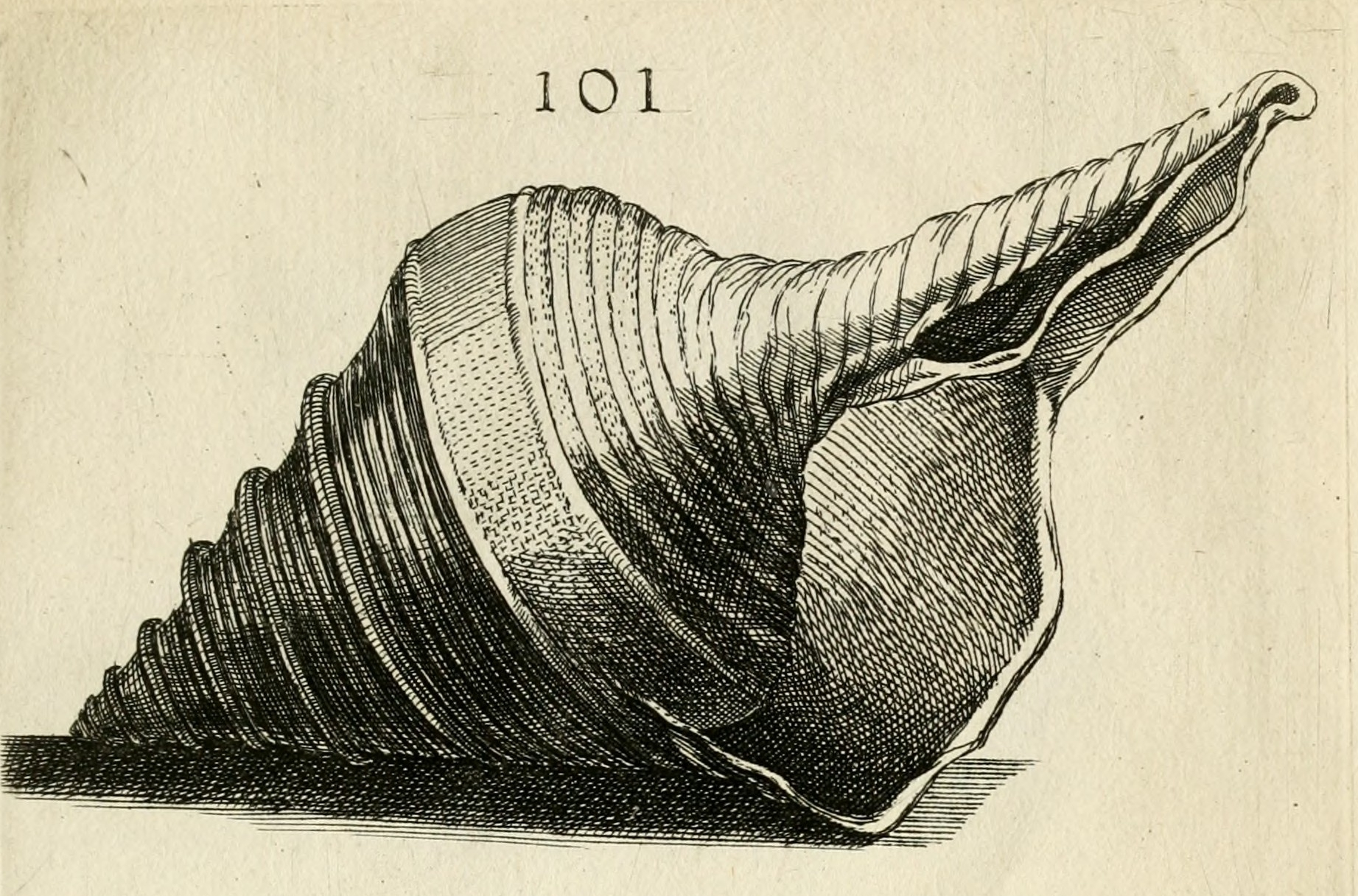
Incisione di una conchiglia del Syrinx aruanus tratta dalla Recreatione dell'occhio e della mente

Bonanni scrisse la prima guida pratica illustrata per i collezionisti di conchiglie, la Recreatione dell'occhio e della mente (1681). La guida in due volumi è stata il primo trattato dedicato interamente ai molluschi e comprendeva numerose incisioni. Il lavoro di Bonanni è significativo per il suo sforzo di descrivere con precisione la morfologia delle conchiglie. Purtroppo, a causa del processo di stampa e incisione, le spirali delle conchiglie risultavano rovesciate, un problema di immagine a specchio che i libri successivi evitarono.
Le tassonomie zoologiche dell'epoca erano basate sulle caratteristiche visive, e Bonanni prestò particolare attenzione sia alla forma che al colore, e descrisse nel dettaglio le creature all'interno delle conchiglie. Anche se il suo lavoro precedette l'adozione del sistema Linneano di nomenclatura binomia (genere + specie), Bonanni pose le basi per la nuova disciplina della concologia. Numerosi nomi di Linneo furono basati sul lavoro di Bonanni, compreso il nome della classe dei Bivalvia, che egli per primo introdusse.

## Laccatura
Bonanni diede anche un importante contributo alla scoperta degli ingredienti impiegati dagli artigiani cinesi per realizzare la lacca usata sulla porcellana, un prodotto di importazione molto popolare nell'Europa del tempo. Come altri ricercatori di quegli anni, Bonanni sperimentò varie ricette per ricreare la lacca impiegata sulla porcellana e sui mobili. Nel 1720, pubblicò i risultati dei suoi studi nel Trattato sopra la vernice detta comunemente Cinese (1720). Quest'opera fu più volte ristampata nel corso del secolo successivo e tradotta in diverse lingue, ed è stata ripubblicata nel 1994 nella versione originale italiana.

## Opere
- Ricreatione dell'occhio e della mente nell'osservation' delle chiocciole: proposta a' curiosi delle opere della natura, Roma, per il Varese, 1681.
  - (LA) Recreatio mentis et oculi: in obseruatione animalium testaceorum, Roma, ex Typographia Varesii, 1681.
- (LA) Observationes circa viventia quae in rebus non viventibus reperiuntur, cum micrographia curiosa, Roma, typ. D. A. Herculis, 1691.

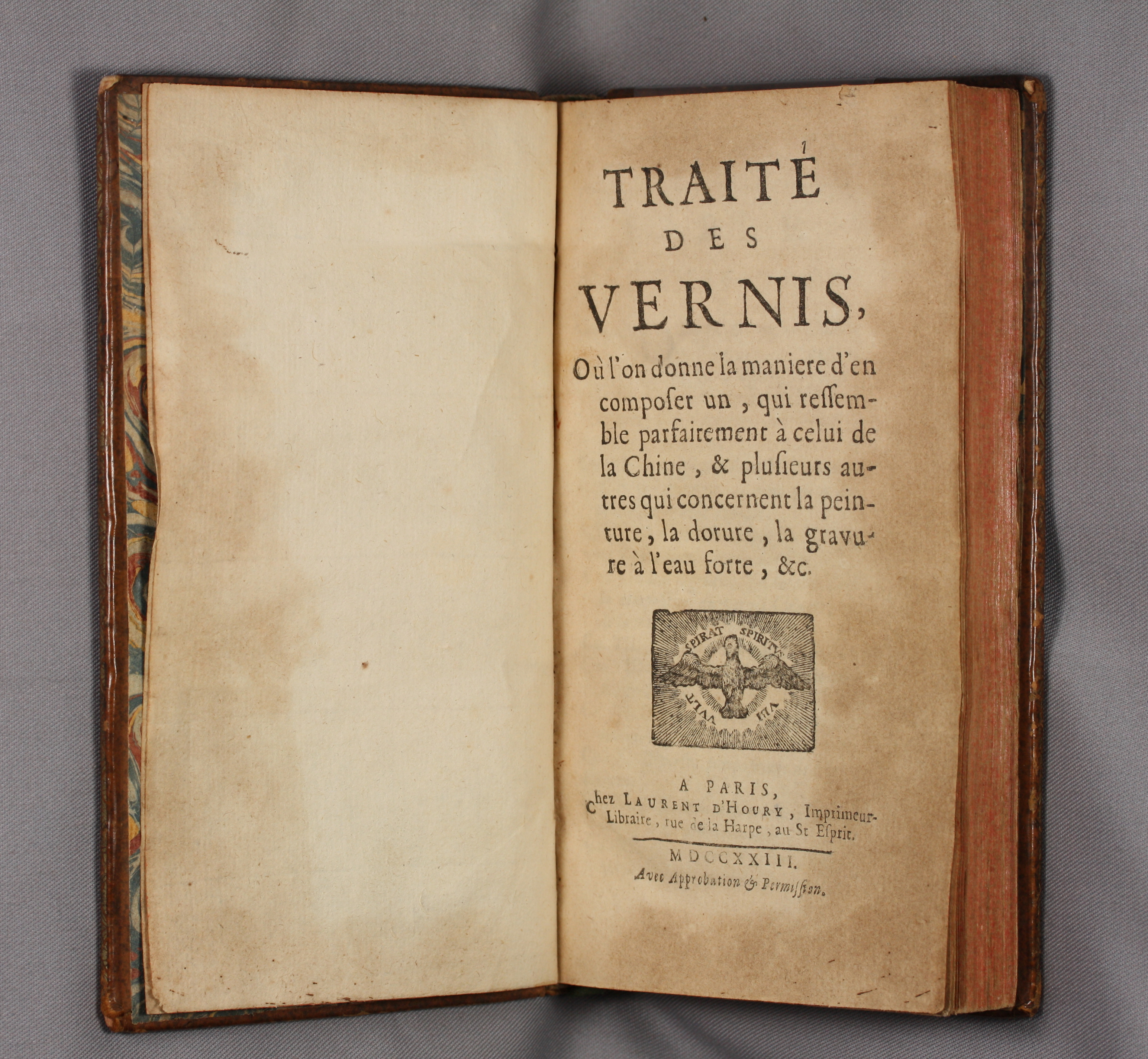
Traduzione francese del Trattato sopra la vernice

- (LA) Numismata summorum pontificum templi Vaticani fabricam indicantia..., Roma, sumptibus Felicis Caesaretti et Paribeni, 1696.
- (LA) Micrographia curiosa, Roma, Antonio De Rossi, 1703.
- (LA) Musaeum Kircherianum, Roma, typis Georgii Plachi cælaturam profitentis, & characterum fusoriam propè S. Marcum, 1709.
- (IT, LA) Catalogo degli ordini equestri e militari, Roma, Stamperia de Giorgio Placco, 1711.
- Trattato sopra la vernice detta comunemente cinese in risposta data all'illmo sig. abbate Sebastiano Gualtieri cavaliere di S. Giacomo, Roma, per Giorgio Placho intagliatore, e gettatore di caratteri, presso S. Marco, 1720.
- La gerarchia ecclesiastica considerata nelle vesti sagre..., vol. 1, Roma, nella stamperia di Giorgio Placho, intagliatore e gettatore di caratteri, presso S. Marco, 1720.
- La gerarchia ecclesiastica considerata nelle vesti sagre..., vol. 2, Roma, nella stamperia di Giorgio Placho, intagliatore e gettatore di caratteri, presso S. Marco, 1720.
- Gabinetto armonico pieno d'istromenti sonori indicati e spiegati, Roma, nella Stamperia di Giorgio Placho, 1722.
- Gabinetto armonico Pieno d'istromenti sonori indicati, spiegati, e di nuovo corretti, ed accresciuti..., Roma, nella Stamperia di Giorgio Placho, 1723.
- (LA) Rerum naturalium historia, Roma, Giovanni Zempel, 1782.